# Montcharvot
Montcharvot est une commune française située dans le département de la Haute-Marne, en région Grand Est.

## Géographie
|                | Bourbonne-les-Bains |        |
| Coiffy-le-Haut | Montcharvot         |        |
| Chézeaux       |                     | Voisey |

### Hydrographie
La commune est dans le bassin versant de la Saône au sein du bassin Rhône-Méditerranée-Corse. Elle est drainée par le ruisseau de Maljoie, le ruisseau de Voisey et le ruisseau des Prés du Bois.
Le ruisseau de Maljoie, d'une longueur de 10 km, prend sa source dans la commune de Coiffy-le-Haut et se jette  dans la Petite-Amance à Arbigny-sous-Varennes, après avoir traversé cinq communes. 

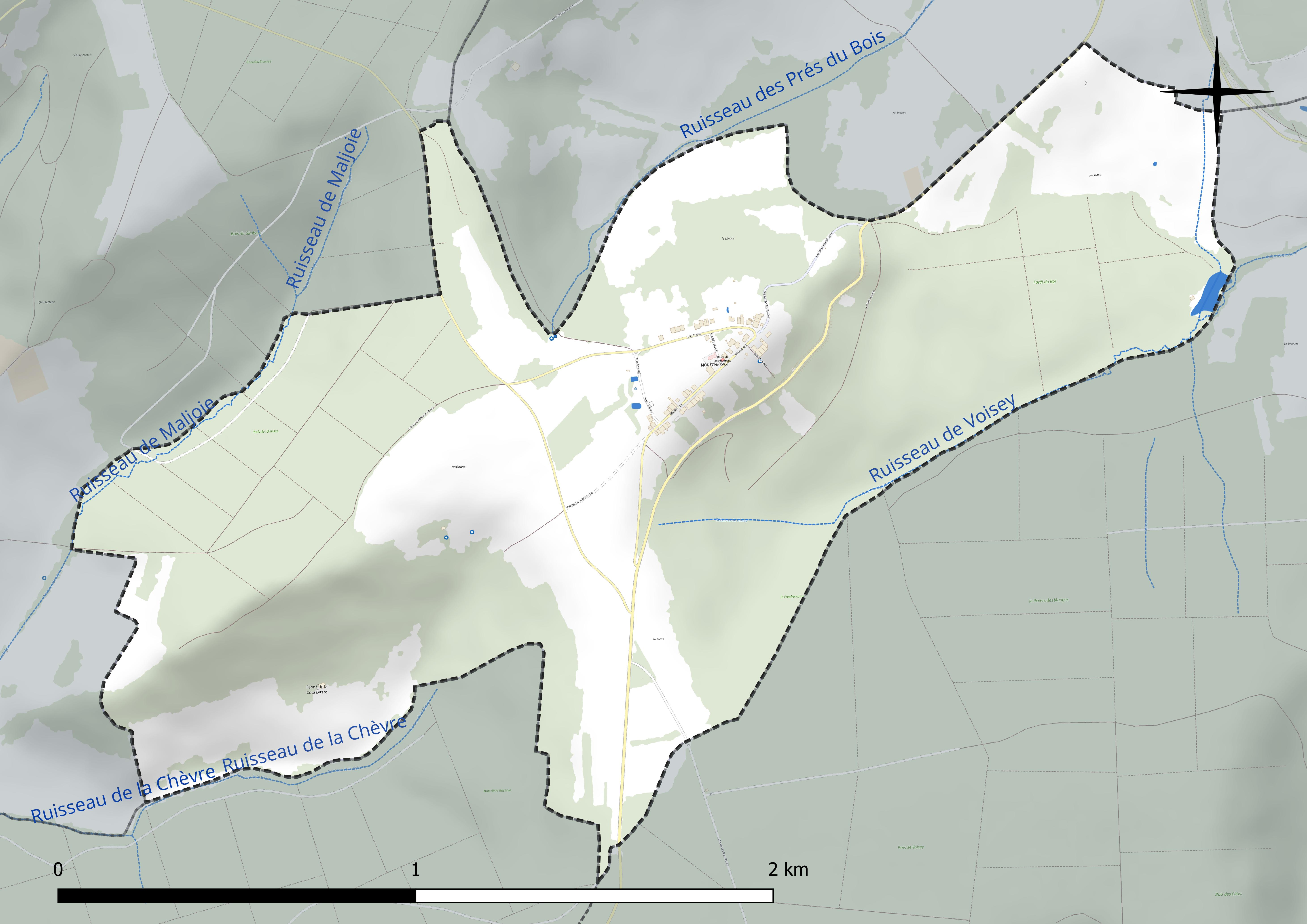
Réseau hydrographique de Montcharvot.

### Climat
Pour des articles plus généraux, voir Climat du Grand Est et Climat de la Haute-Marne.
En 2010, le climat de la commune est de type climat de montagne, selon une étude du Centre national de la recherche scientifique s'appuyant sur une série de données couvrant la période 1971-2000. En 2020, Météo-France publie une typologie des climats de la France métropolitaine dans laquelle la commune est exposée à un climat océanique altéré et est dans la région climatique  Lorraine, plateau de Langres, Morvan, caractérisée par un hiver rude (1,5 °C), des vents modérés et des brouillards fréquents en automne et hiver. 
Pour la période 1971-2000, la température annuelle moyenne est de 9,6 °C, avec une amplitude thermique annuelle de 16,9 °C. Le cumul annuel moyen de précipitations est de 961 mm, avec 13,1 jours de précipitations en janvier et 9,4 jours en juillet. Pour la période 1991-2020, la température moyenne annuelle observée sur la station météorologique de Météo-France la plus proche, « Fayl-Billot_sapc », sur la commune de Fayl-Billot à 16 km à vol d'oiseau, est de 10,5 °C et le cumul annuel moyen de précipitations est de 995,6 mm. 
La température maximale relevée sur cette station est de 38,5 °C, atteinte le 25 juillet 2019 ; la température minimale est de −16,1 °C, atteinte le 24 décembre 2001,,. 
Les paramètres climatiques de la commune ont été estimés pour le milieu du siècle (2041-2070) selon différents scénarios d'émission de gaz à effet de serre à partir des nouvelles projections climatiques de référence DRIAS-2020. Ils sont consultables sur un site dédié publié par Météo-France en novembre 2022.

## Urbanisme

### Typologie
Au 1er janvier 2024, Montcharvot est catégorisée commune rurale à habitat très dispersé, selon la nouvelle grille communale de densité à sept niveaux définie par l'Insee en 2022.
Elle est située hors unité urbaine et hors attraction des villes,.

### Occupation des sols
L'occupation des sols de la commune, telle qu'elle ressort de la base de données européenne d’occupation biophysique des sols Corine Land Cover (CLC), est marquée par l'importance des forêts et milieux semi-naturels (52,2 % en 2018), une proportion sensiblement équivalente à celle de 1990 (53 %). La répartition détaillée en 2018 est la suivante : 
forêts (52,2 %), zones agricoles hétérogènes (32,3 %), prairies (15,5 %). L'évolution de l’occupation des sols de la commune et de ses infrastructures peut être observée sur les différentes représentations cartographiques du territoire : la carte de Cassini (XVIIIe siècle), la carte d'état-major (1820-1866) et les cartes ou photos aériennes de l'IGN pour la période actuelle (1950 à aujourd'hui).

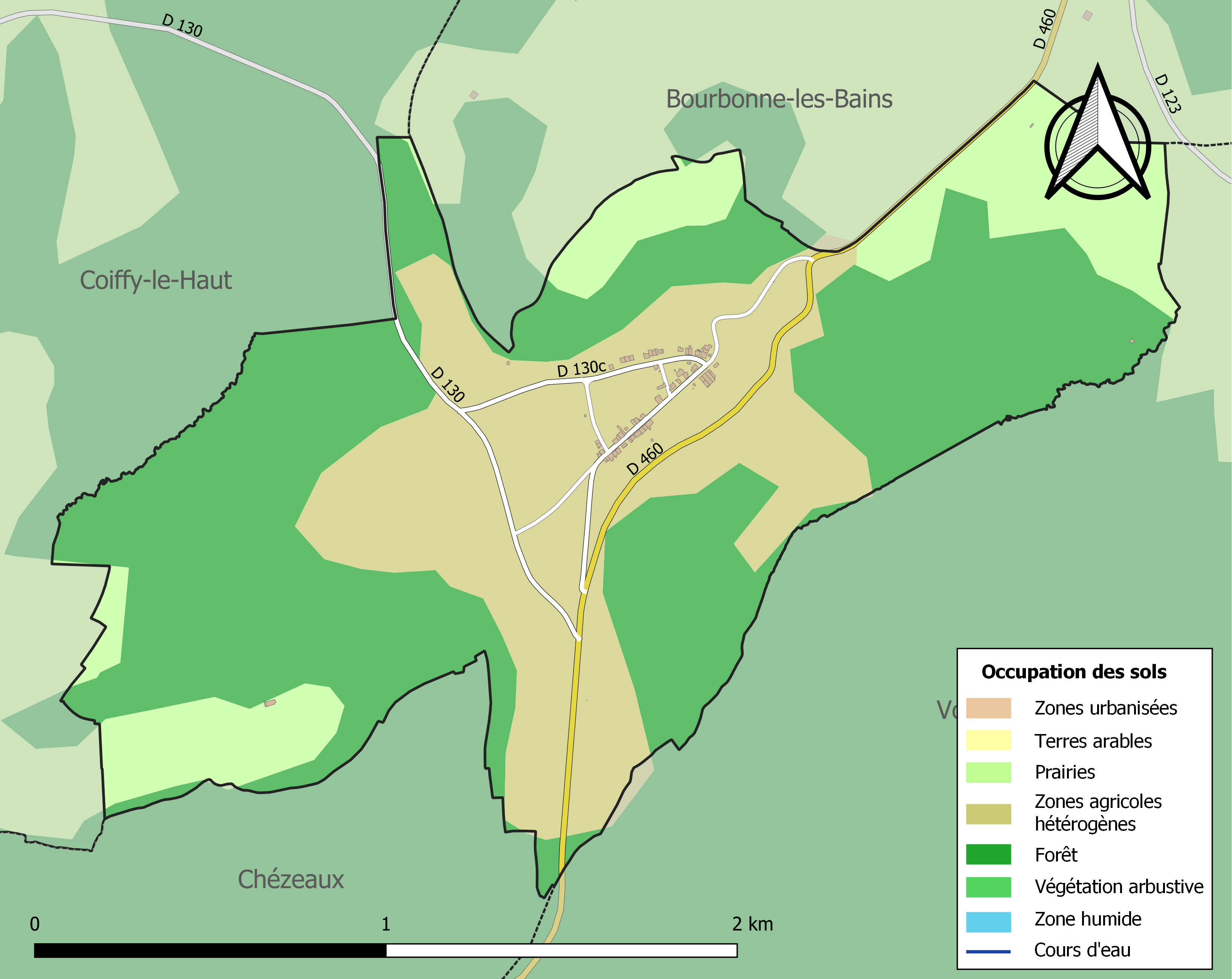
Carte des infrastructures et de l'occupation des sols de la commune en 2018 (CLC).

## Histoire
Village mentionné dès le XIIe siècle.

## Politique et administration

### Liste des maires
| Période                                  | Période  | Identité         | Étiquette | Qualité |
| ---------------------------------------- | -------- | ---------------- | --------- | ------- |
| Les données manquantes sont à compléter. |          |                  |           |         |
| avant 1981                               |          | Roger Bouchenard | DVG       |         |
| mars 2001                                | En cours | Didier Millard   | SE        |         |

## Population et société

### Démographie
L'évolution du nombre d'habitants est connue à travers les recensements de la population effectués dans la commune depuis 1793. Pour les communes de moins de 10 000 habitants, une enquête de recensement portant sur toute la population est réalisée tous les cinq ans, les populations de référence des années intermédiaires étant quant à elles estimées par interpolation ou extrapolation. Pour la commune, le premier recensement exhaustif entrant dans le cadre du nouveau dispositif a été réalisé en 2007.

En 2022, la commune comptait 40 habitants, en évolution de +17,65 % par rapport à 2016 (Haute-Marne : −4,62 %, France hors Mayotte : +2,11 %).
| 1793 | 1800 | 1806 | 1821 | 1831 | 1836 | 1841 | 1846 | 1851 |
| ---- | ---- | ---- | ---- | ---- | ---- | ---- | ---- | ---- |
| 234  | 233  | 265  | 264  | 217  | 266  | 279  | 284  | 280  |

| 1856 | 1861 | 1866 | 1872 | 1876 | 1881 | 1886 | 1891 | 1896 |
| ---- | ---- | ---- | ---- | ---- | ---- | ---- | ---- | ---- |
| 250  | 260  | 228  | 229  | 218  | 217  | 212  | 173  | 148  |

| 1901 | 1906 | 1911 | 1921 | 1926 | 1931 | 1936 | 1946 | 1954 |
| ---- | ---- | ---- | ---- | ---- | ---- | ---- | ---- | ---- |
| 136  | 147  | 133  | 124  | 118  | 98   | 103  | 73   | 56   |

| 1962 | 1968 | 1975 | 1982 | 1990 | 1999 | 2006 | 2007 | 2012 |
| ---- | ---- | ---- | ---- | ---- | ---- | ---- | ---- | ---- |
| 42   | 34   | 30   | 30   | 33   | 36   | 38   | 38   | 37   |

| 2017 | 2022 | - | - | - | - | - | - | - |
| ---- | ---- | - | - | - | - | - | - | - |
| 33   | 40   | - | - | - | - | - | - | - |

## Culture locale et patrimoine

### Lieux et monuments
- Église du XIXe siècle.

### Personnalités liées à la commune
- Paul Zahnd, né le 9 mars 1923: le dernier déporté de Haute-Marne décédé le 10 mai 2019. Ses parents étaient d'origine suisse. Il fut l'un des agents de liaison du résistant Paul Carteron, "capitaine max". Il opéra dans la région de Besançon, puis dans l'Aube où il fut arrêté, à Cunfin, le 23 juin 1944, puis interné à Compiègne. Déporté le 15 juillet 1944 en direction de Neuengamme, mais grâce à un responsable de la Croix-Rouge, le comte Bernadotte, il peut descendre du bateau et ainsi échappé à la mort; les navires transportant les déportés furent coulés, dans la baie de Lübeck, par l'aviation alliée. Rentré en Haute-Marne en juillet 1945, installé à Avrecourt, il ne cessera de témoigner des horreurs de la déportation dans les établissements scolaires de son département. Père de l'éditeur Francis Zahnd.